# Heidi Gordon
Heidi Gordon (21 de diciembre de 1976) es una deportista australiana que compitió en vela en la clase Laser Radial. Ganó una medalla de oro en el Campeonato Mundial de Laser Radial de 1995.

## Palmarés internacional
| \| Campeonato Mundial \| Campeonato Mundial \| Campeonato Mundial \| Campeonato Mundial \| \| Año \| Lugar \| Medalla \| Clase \| \| ------------------ \| ------------------------------- \| ------------------ \| ------------------ \| \| 1995 \| Santa Cruz de Tenerife (España) \| Medalla de oro \| Laser Radial \| |                                 |                |              |
| Campeonato Mundial |                                 |                |              |
| Año | Lugar                           | Medalla        | Clase        |
| 1995 | Santa Cruz de Tenerife (España) | Medalla de oro | Laser Radial |